# Вишеград (Угорщина)
Ви́шеград (угор. Visegrád) — невелике давнє місто на півночі Угорщини у вигині Дунаю, за 35 км на північ від Будапешта, навпроти міста Надьмарош. Над Вишеградом на правому березі Дунаю височіє на горі заввишки 328 метрів замок XIII століття.
Місто має площу 33,27 км² і населення 1,832 (на 1 січня 2015 року).

## Етимологія
Назва міста Вишеград має слов'янське походження, означає «верхній град», або «верхній замок». Словацькою і чеською мовами місто називається Vyšehrad.
Таке саме ім'я мають колишні фортеці: місто Вишеград у Боснії і Герцеговині; місто Вишгород в Україні поряд з Києвом; містечко Вишогруд у Польщі і замок Вишеград у Празі.
Замок Вишеград називається 
угор. Fellegvár, досл. «Хмарні вежі», німецькою місто називається Plintenburg.

## Історія

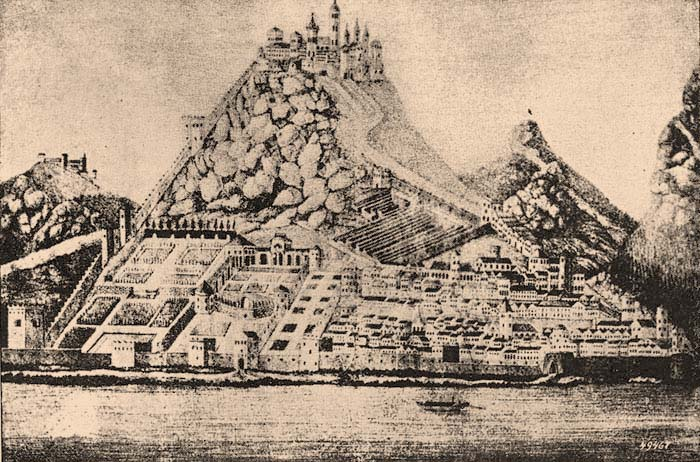
Замок під час правління короля Матьяша (Матвія) Корвіна

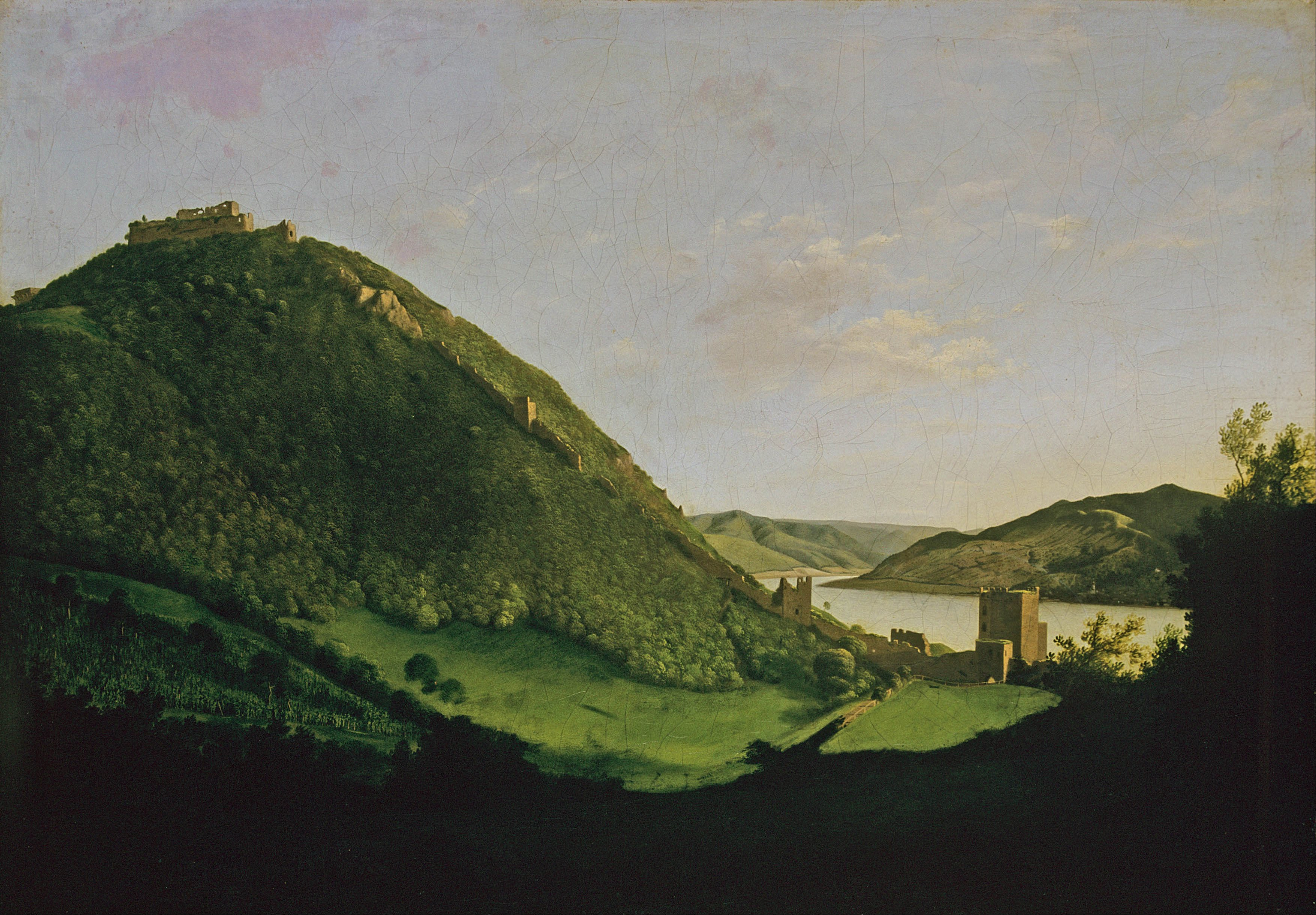
Руїни Вишеградського замку на картині Марко Каролі, 1826 рік.

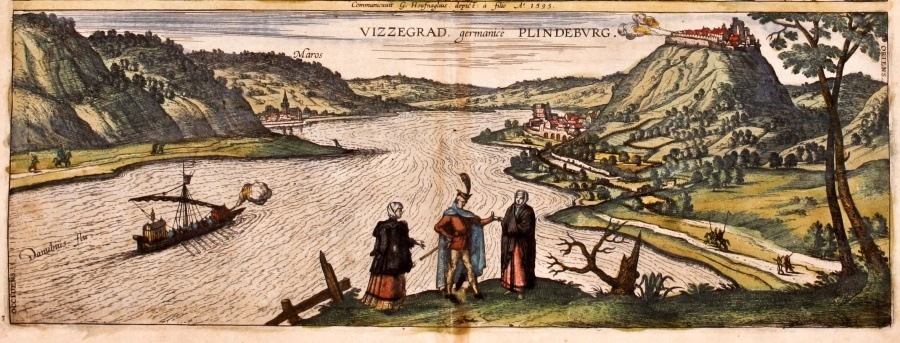
Вишеград в 16 столітті (1595 рік), малюнок Йоріса Хофнаґеля

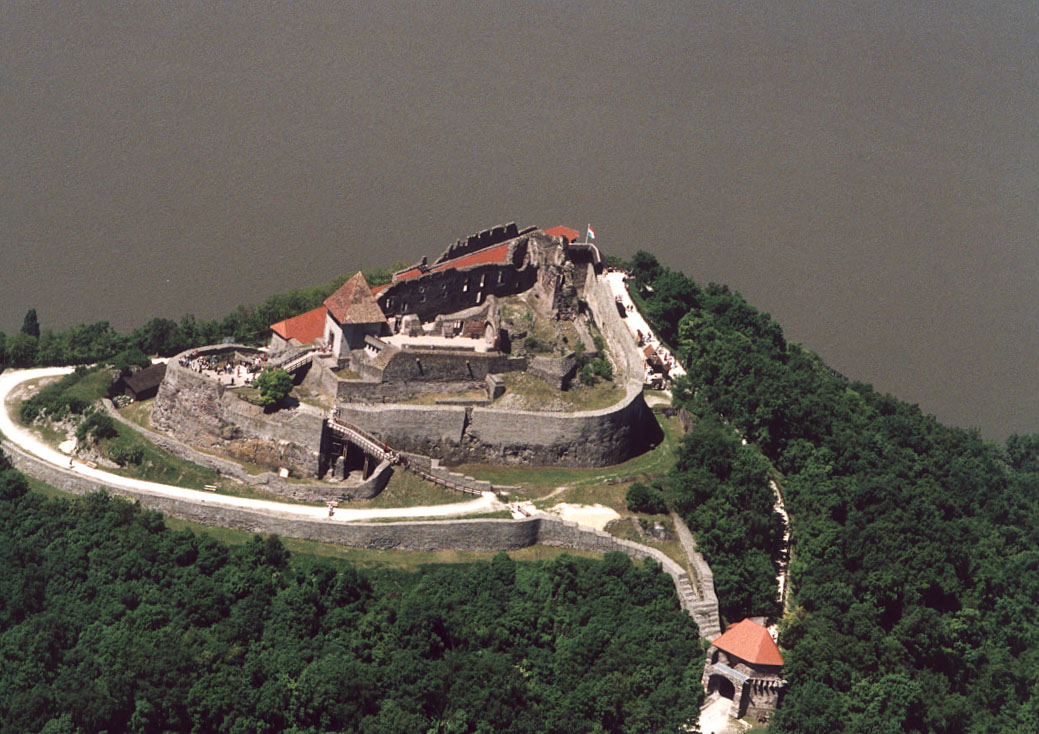
Вишеградський замок

Вишеград вперше згадується 1009 року як комітатське місто і головне місто з архієпископом.
Від 1206 р. при дворі угорського короля Андрія ІІ протягом шести років перебував майбутній король Русі Данило Романович. Після руйнівного монгольського вторгнення в Європу 1242 року місто відновлено в дещо іншому місці на півдні. Король Карл I Роберт зробив Вишеград своєю королівською резиденцією. Тут була столиця Угорського королівства від 1325 року.
У 1335 році Карл I Роберт проводив у Вишеграді двомісячний з'їзд з чеським королем Яном Люксембургом і польським — Казимиром III. Це мало вирішальне значення у створенні миру між трьома королівствами та забезпеченням альянсу між Польщею та Угорщиною проти австрійських Габсбургів. Інший з'їзд проходив також у 1338 році і мав значний уплив на розвиток взаємостосунків між Королівствами Руським, Польським, Угорським.
Сигізмунд, імператор Священної Римської імперії і король Угорщини та Хорватії, переніс королівську резиденцію в Буду між 1405 і 1408 роками. Угорський король Матвій Корвін використовував Вишеград як заміську резиденцію.
Вишеград утратив значення після поділу Угорського королівства, який відбувся після битви при Могачі в 1526 році.
У 1991 році провідні політичні діячі Угорщини, Чехословаччини і Польщі зустрілися тут, щоб сформувати періодичні форуми — Вишеградську групу — з навмисним натяком на зустрічі шість століть раніше.
Вишеграду були надані міські привілеї знову в 2000 році.

## Пам'ятки Вишеграда

### Верхній замок
Після монгольської навали, король Угорщини Бела IV і його дружина звели нову систему укріплень, побудовану в 1240-1250-ті роки біля зруйнованої фортеці. Першою частиною нової системи був Верхній замок на вершині високого пагорба. Замок був закладений трикутним з трьома вежами по кутах. У 14-му столітті, в той час коли Угорщиною управляла Анжуйська династія, замок став королівською резиденцією і був розширений з новою стіною укріплення і палацовими будівлями.
Близько 1400 року король Сигізмунд I Люксембург звів третю стіну з навісами, побудував і розширив замковий палац. Наприкінці 15-го століття, король Матвій Корвін відремонтував інтер'єр замкових споруд.
Верхній замок також служив для зберігання угорських королівських регалій між 14-м століттям і 1526 роком. У 1544 році Вишеград був окупований Османською імперією, і, крім короткого періоду в 1595–1605 роках, залишався в турецьких руках до 1685 року. Замок був серйозно пошкоджений турками і ніколи не використовувався після них.

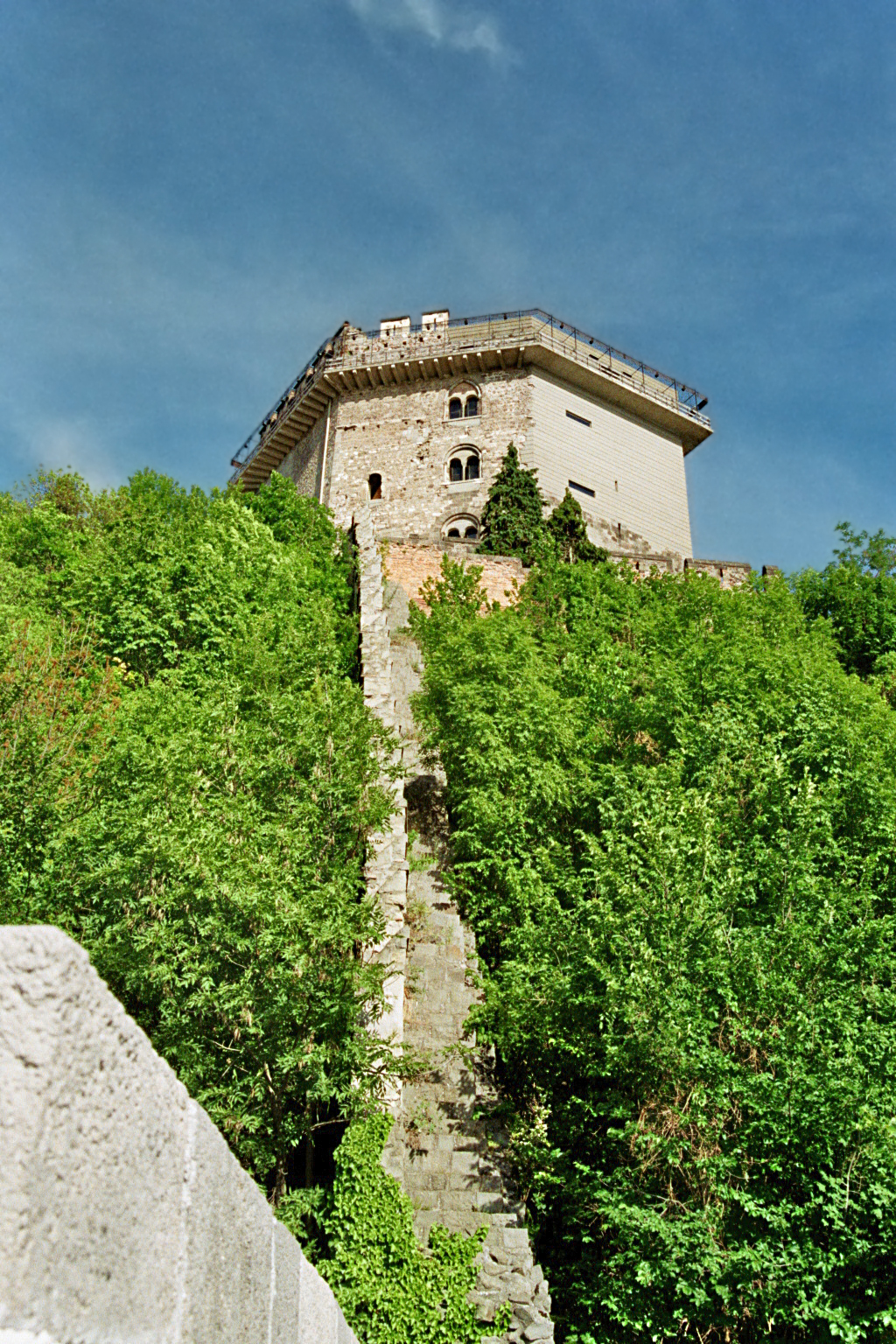
Нижній замок — Вежа Соломона

Замок на даний час відкритий для громадського відвідування.

### Нижній замок
Нижній замок є частиною системи укріплень, які з'єднують Верхній замок з Дунаєм. У його центрі височіє вежа Соломона, велика, шестикутна житлова вежа, відома з XIII-го століття. У XIV-му столітті, нова завіса стіни були побудовані навколо вежі. Під час турецького набігу в 1544 південна частина башти звалилися. Реконструкція почалася тільки в 1870-тих роках і була закінчена в 1960 році.
В даний час у вежі знаходиться експозиції музею короля Матьяша (Mátyás Király Múzeum) у Вишеграді. Експозиції представляють реконструйовані готичні фонтани з Королівського палацу, ренесансну скульптуру у Вишеграді та історію Вишеграда.

### Королівський палац

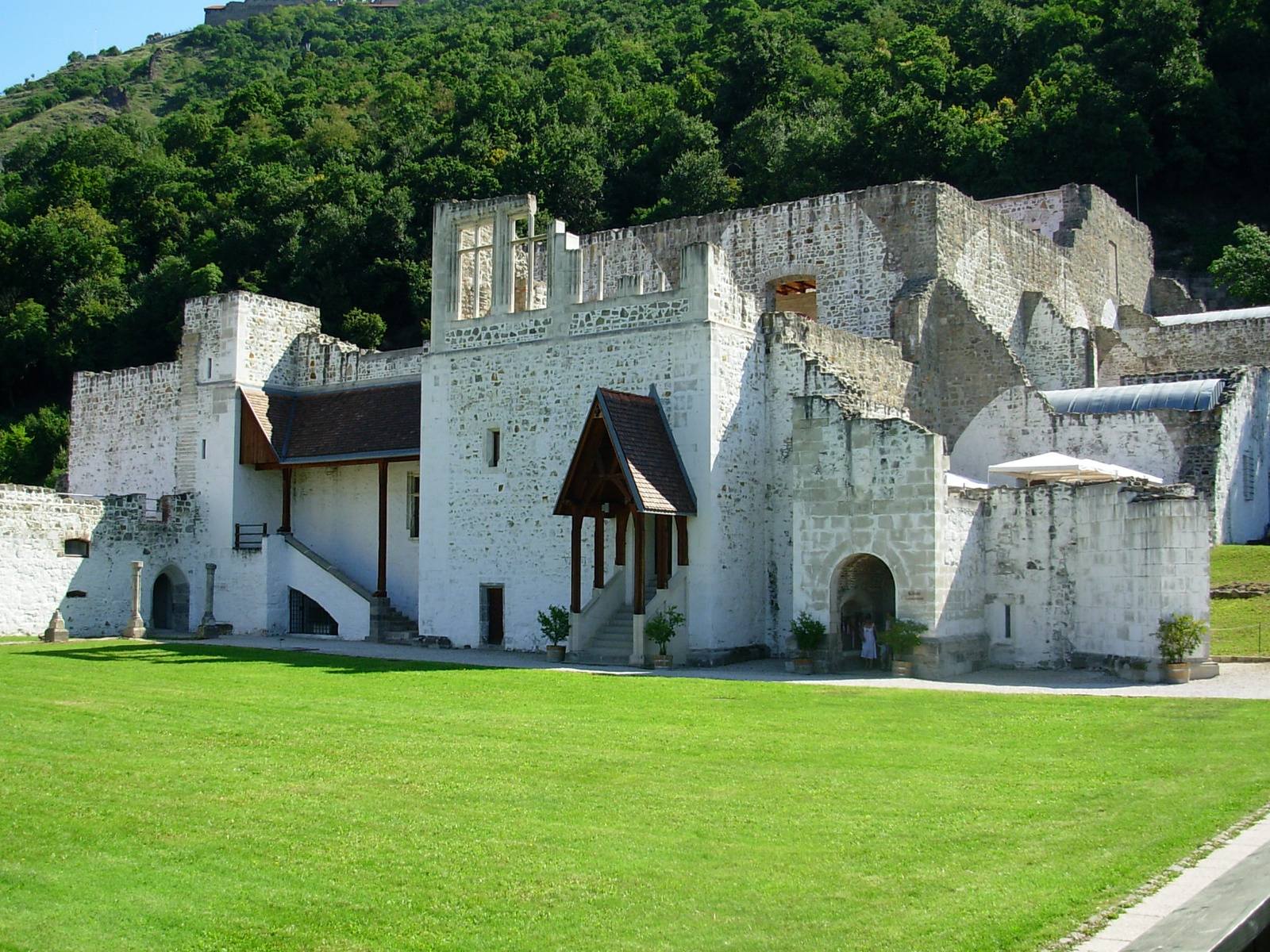
Королівський палац

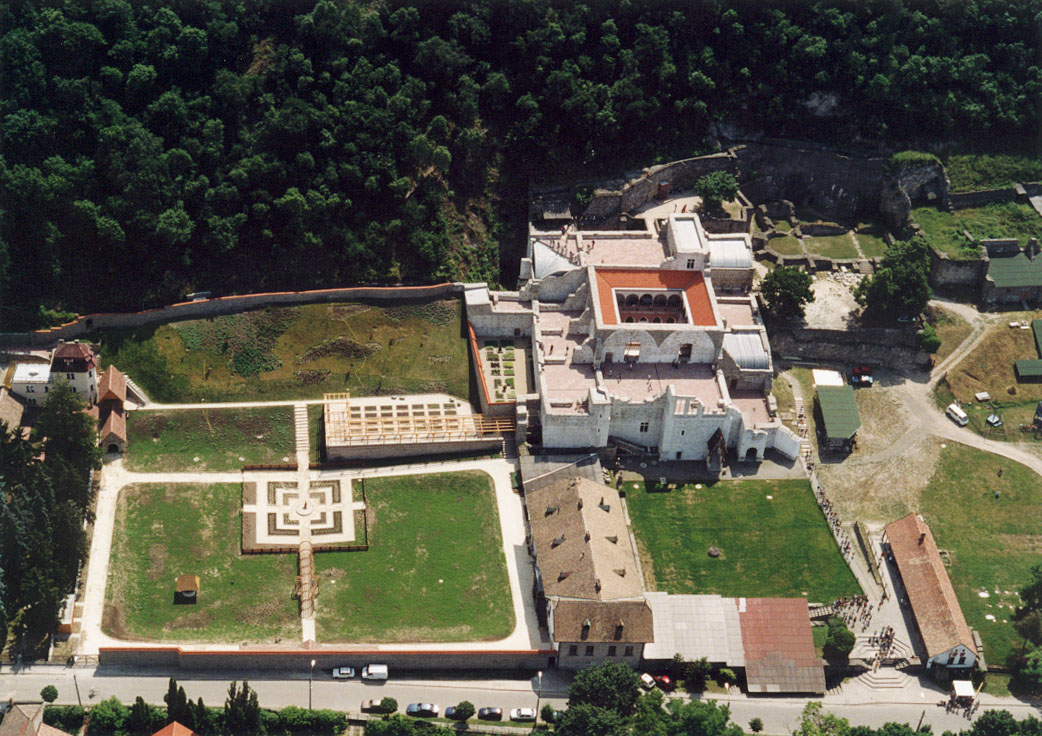
Сучасний вигляд королівського палацу у Вишеграді

Перший королівський дім у Вишеграді був побудований королем Карлом I Робертом після 1325 року. У другій половині XIV-го століття його було збільшено при синові Карла I, королі Людвіку I Великому.
В останній третині XIV-го століття король Людовик і його наступник Сигізмунд I Люксембург більшість ранніх будівель демонтували і побудували новий, розкішний палацовий комплекс, значні руїни якого добре видно сьогодні. Палацовий комплекс був закладений на квадратному фундаменті 123×123 м. З півночі до палацу прилягає сад, а з півдня — францисканський чоловічий монастир, заснований королем Сигізмундом у 1424 році. Під час правлінь Людовика I і Сигізмунда палац був офіційною резиденцією королів Угорщини приблизно до 1405—1408 років.
Між 1477 і 1484 роками Матвієм Корвіном палацовий комплекс був реконструйований у пізньому готичному стилі. Архітектурний стиль Італійського Відродження був використаний для прикраси, тут цей стиль вперше з'явився в Європі за межами Італії. Після облоги турками в 1544 році палац перетворився на руїни. Вже у 18-ому столітті він був повністю покритий землею. Його розкопки почалися в 1934 році та тривають донині.
Реконструйовану будівлю королівської резиденції відкрито для громадськості та відкрито виставку з історії палацу в реконструйованих історичних інтер'єрах.

## Галерея

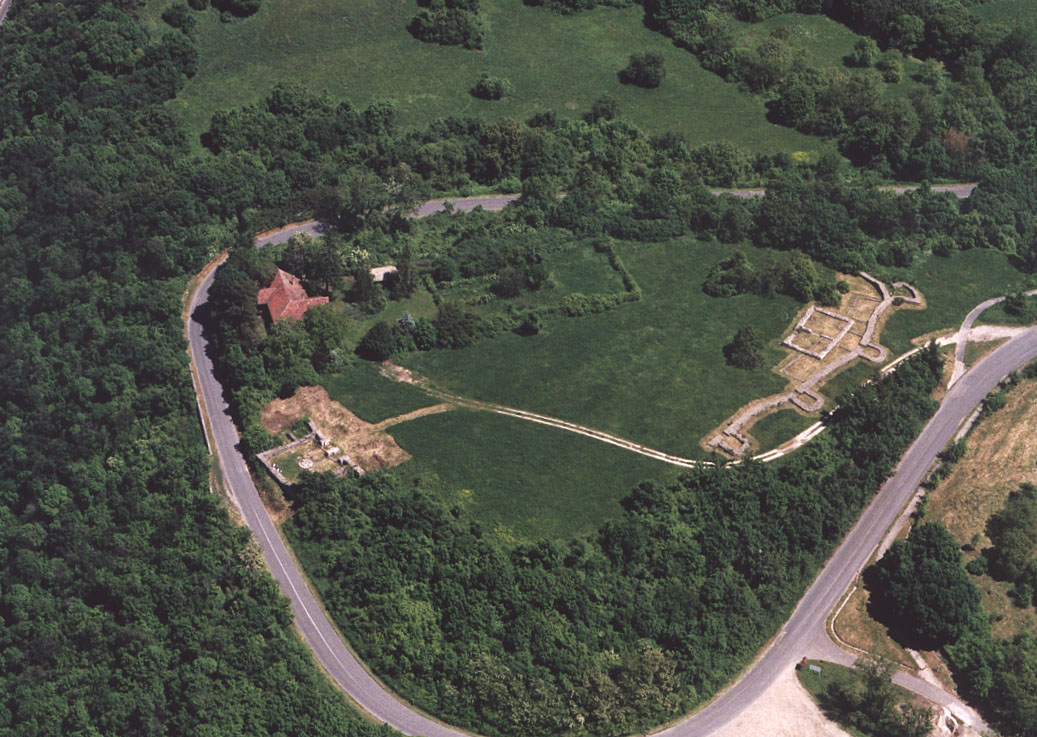
Пагорб Сібрік (вигляд з повітря)
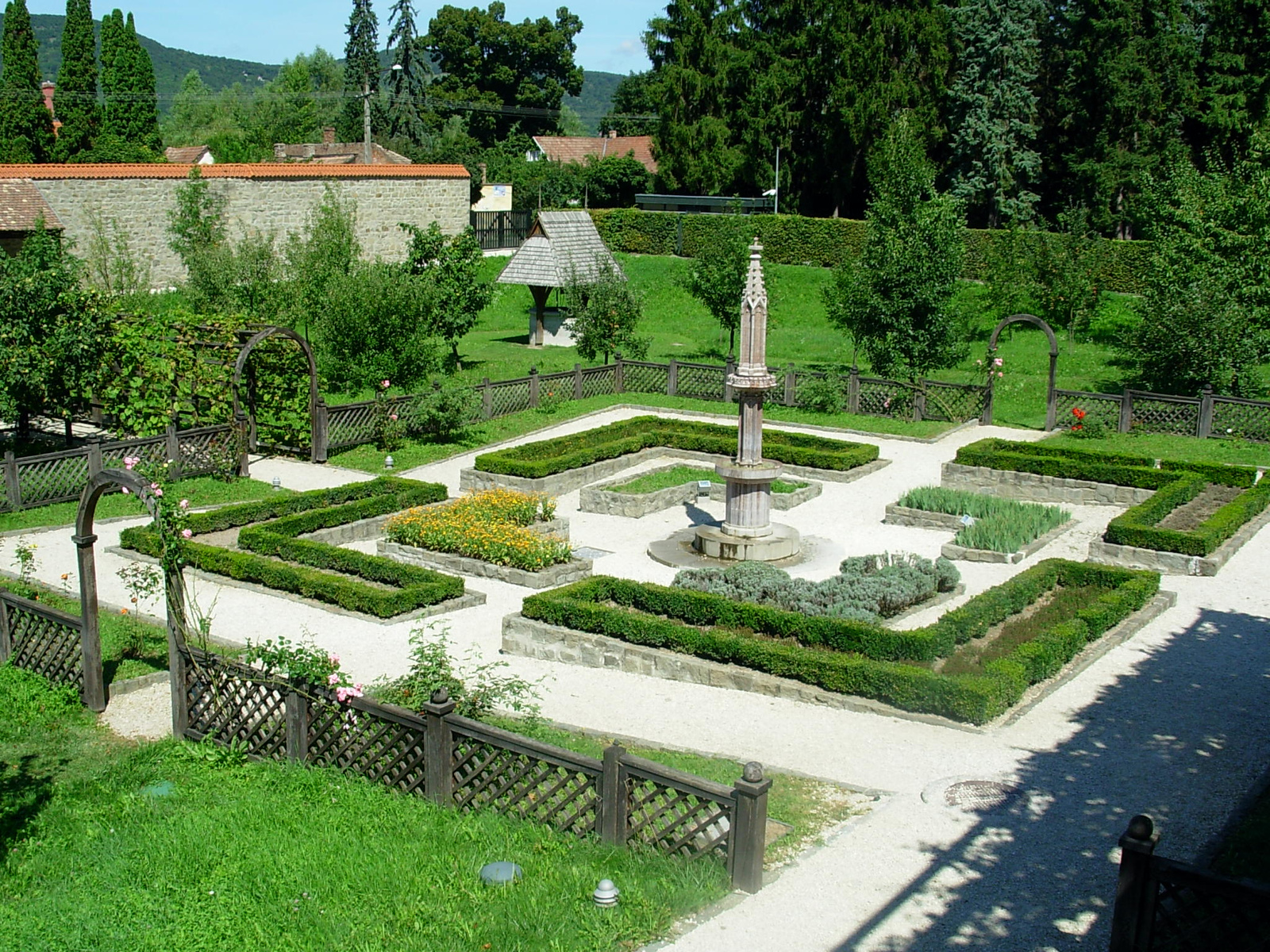
Палацові сади
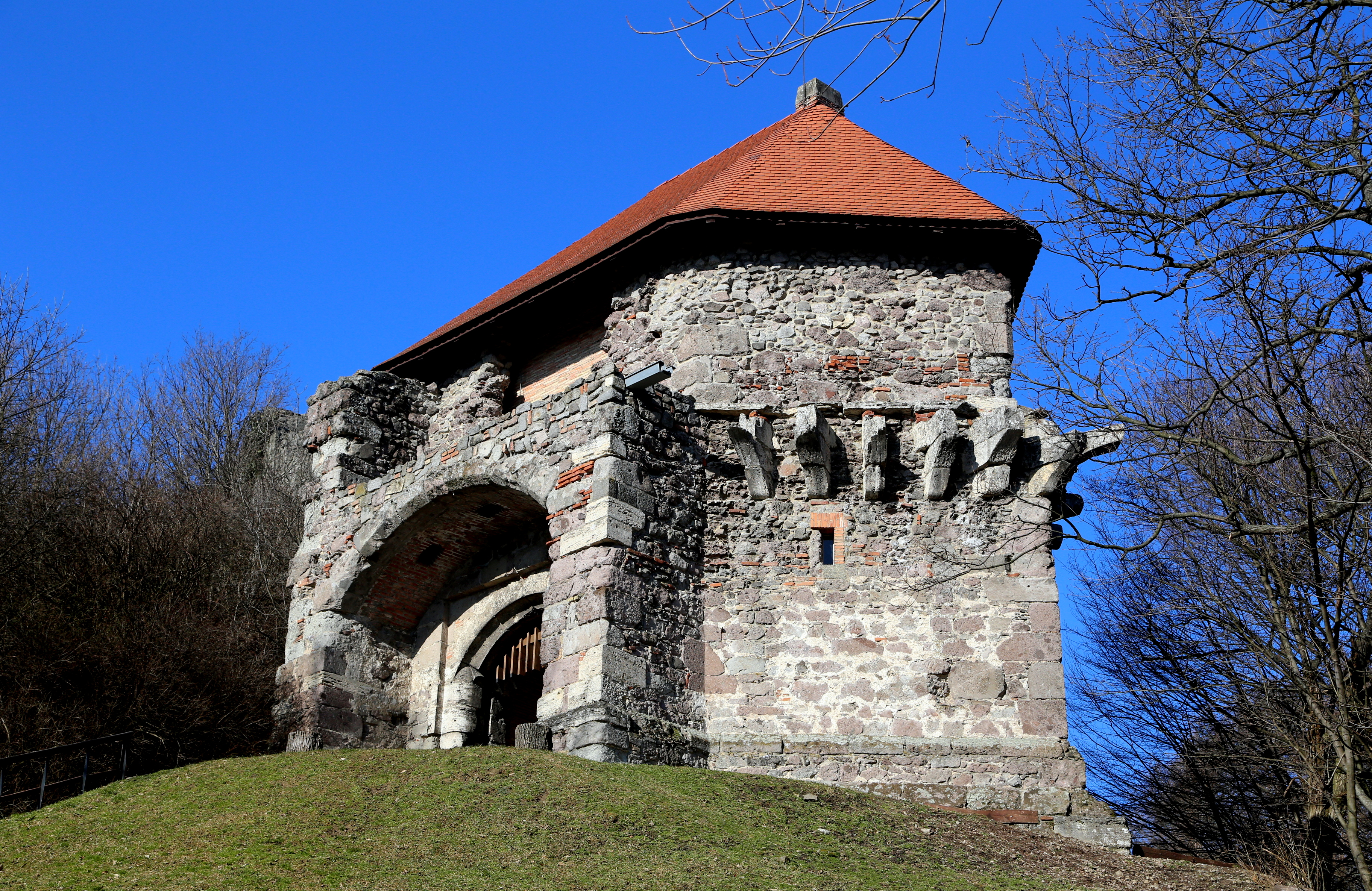
Вхід в бастіон цитаделі
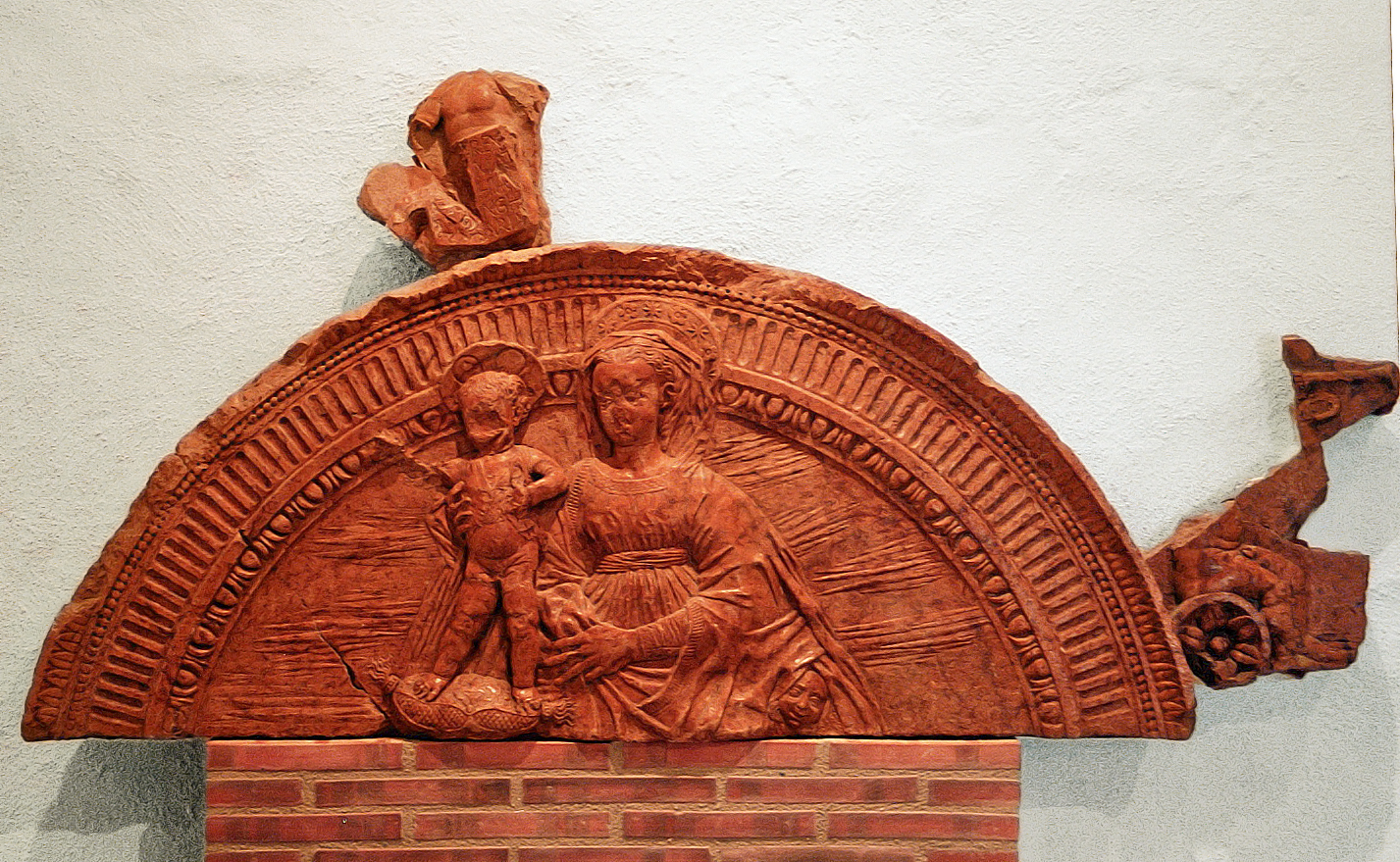
Вишеградська Мадонна
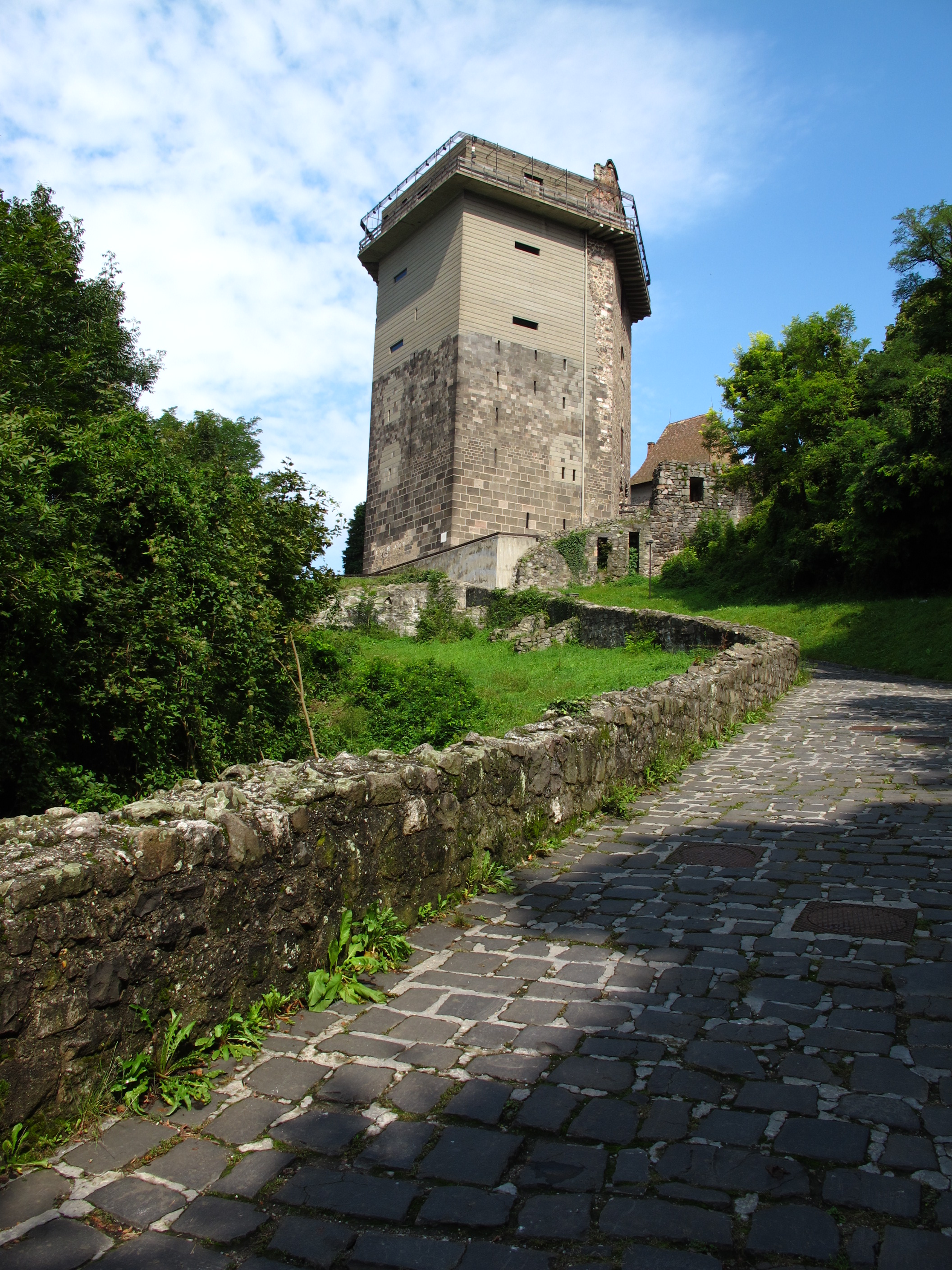
Нижній замок (вежа Соломона)
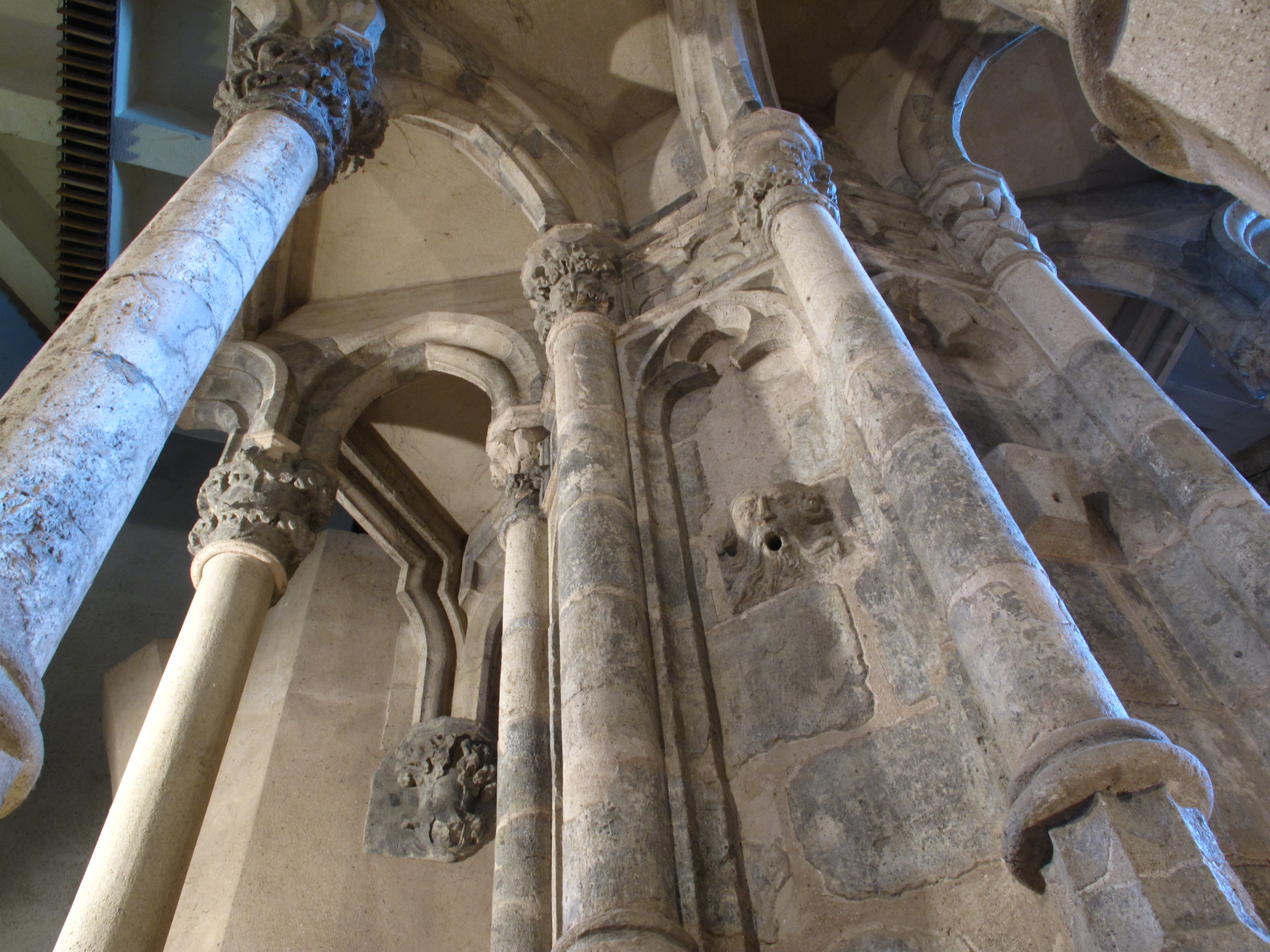
Нижній замок (вежа Соломона)
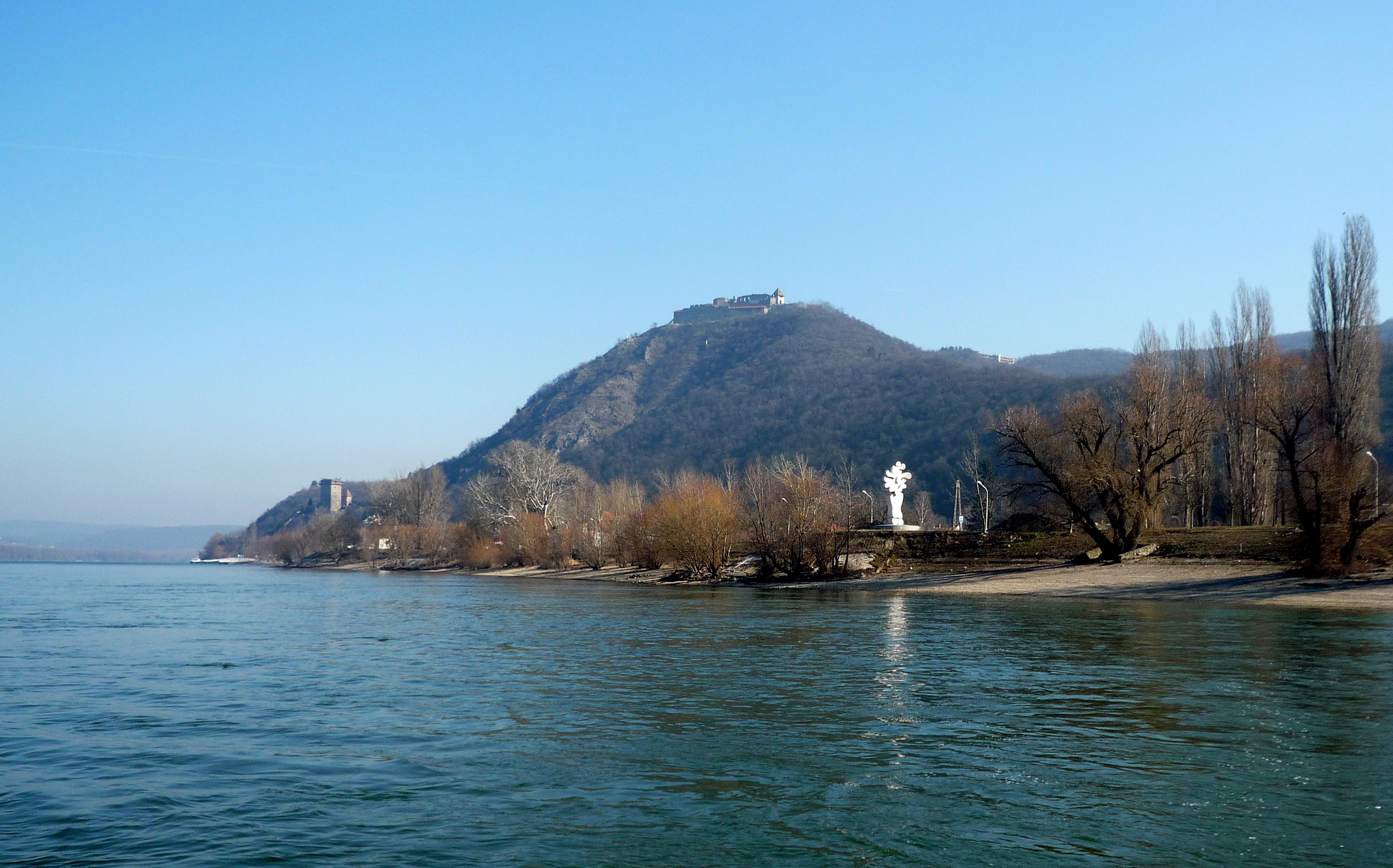
Панорамний вид з Дунаю
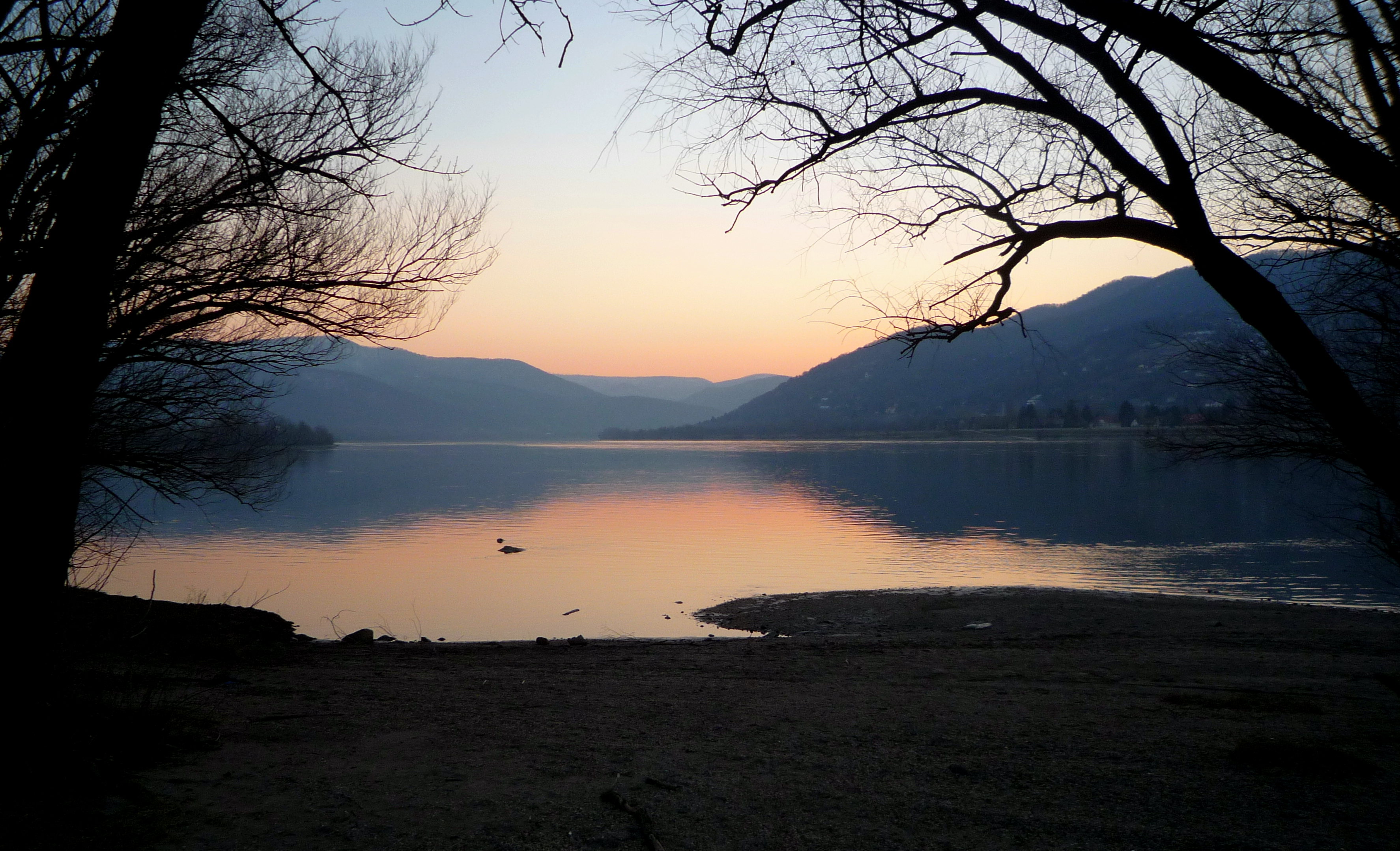
Захід на Дунаї в лютому
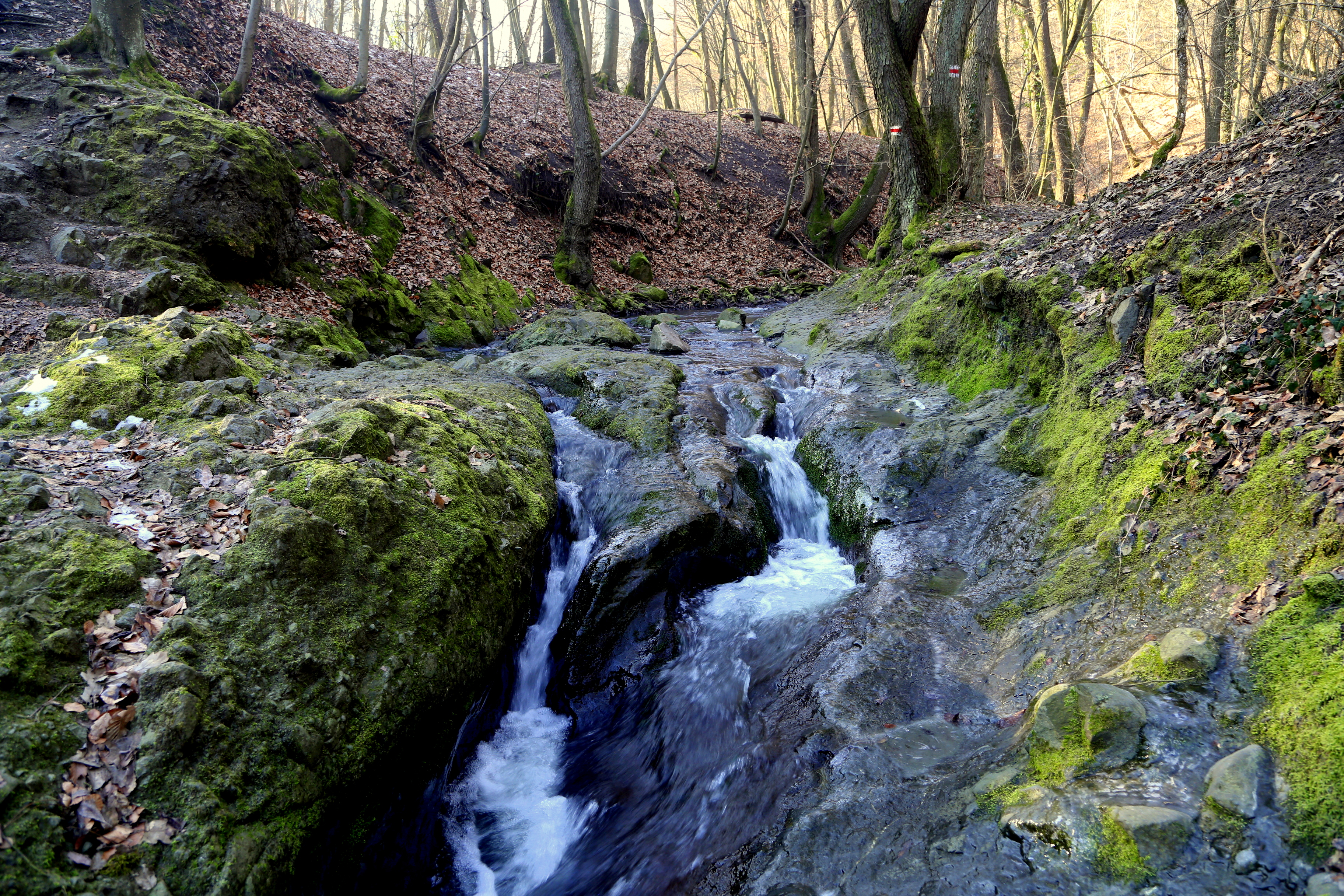
Долина Апаткут, Водоспад
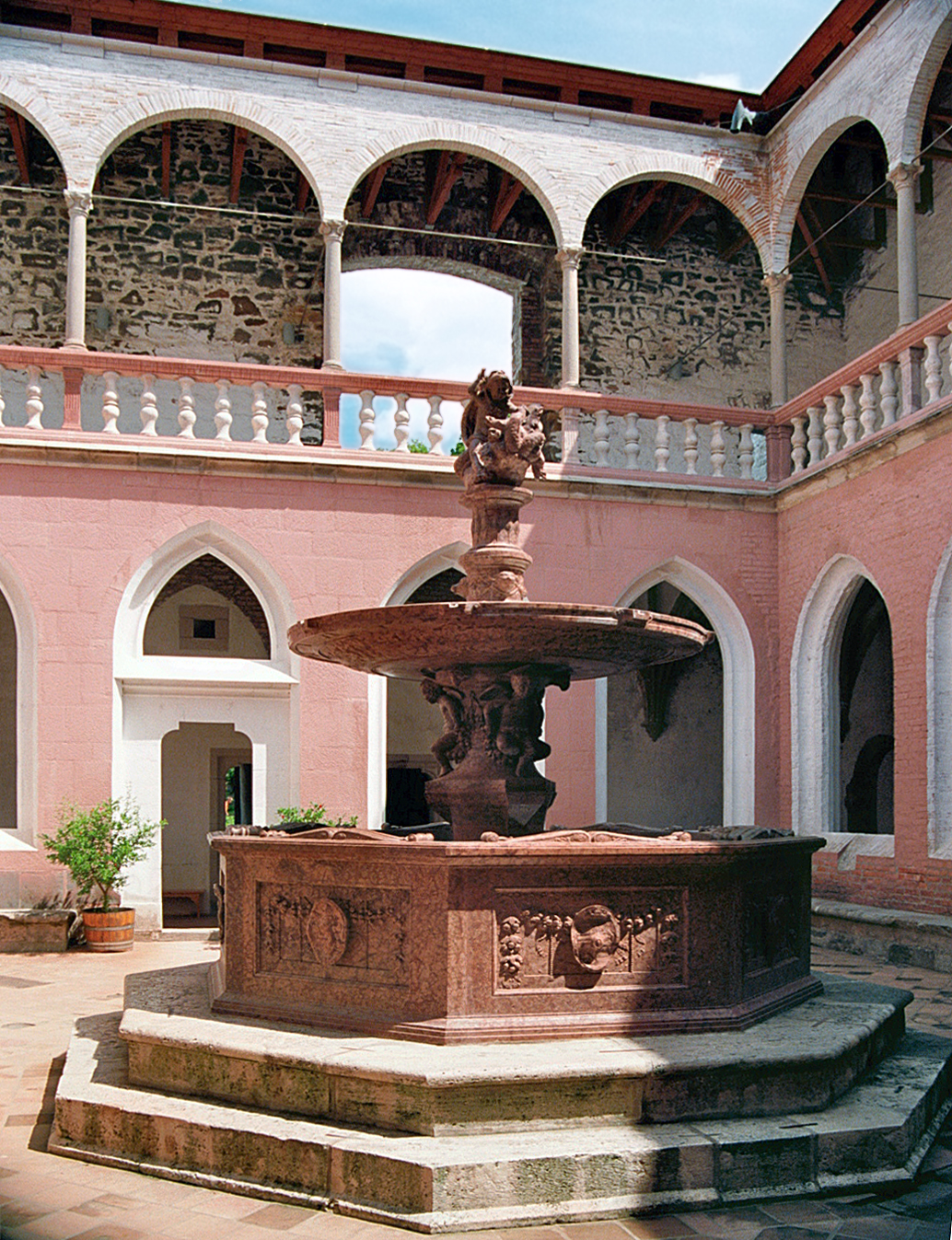
Королівський палац, фонтан короля Матвія Корвіна (15 століття)
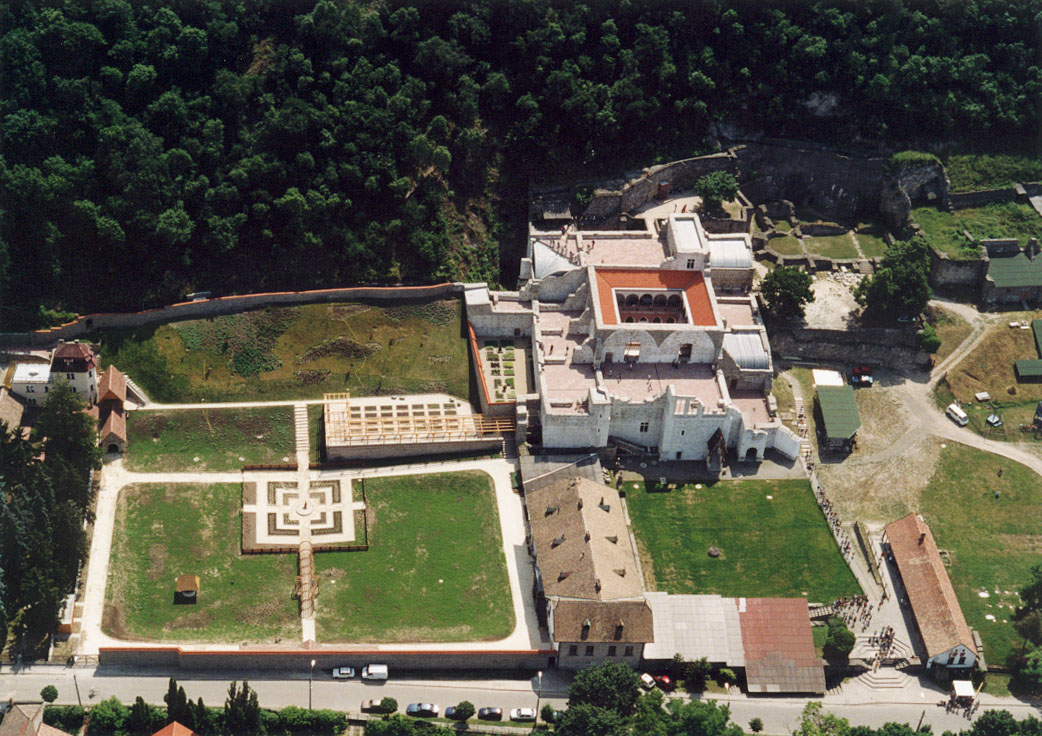
Королівський палац  (вигляд з повітря)